# Demir Demirkan
Demir Demirkan är en låtskrivare och musiker född 12 augusti 1972 i Adana i Turkiet. Demirkan komponerade och skrev texten till låten "Everyway That I Can", Turkiets vinnande bidrag i Eurovision Song Contest 2003.

## Diskografi
- 2005 – Gelibolu
- 2004 – 2004 İstanbul
- 2002 – Dünya Benim
- 2000 – Demir Demirkan